# Onze-Lieve-Vrouwekapel (Zottegem)
De Onze-Lieve-Vrouwekapel  of Congregatiekapel (kapel van de Meisjescongregatie van Onze-Lieve-Vrouw) is een kapel uit 1858 in de Kasteelstraat in de Belgische stad Zottegem. De Mariacongregatie uit 1836 kwam aanvankelijk bijeen bij privépersonen of in de zijkapel bij het Egmontkasteel maar door het groeiende aantal leden had ze een eigen kapel nodig. Hiervoor werd een beroep gedaan op Jean-Baptiste Bethune, de voorman van de neogotiek in België. De bouw begon in 1858 op twee in erfpacht gegeven percelen aan de Kasteelstraat. Na enkele maanden stagneerden de bouwwerken; onder andere August De Rouck oefende druk uit bij Bethune om het gebouw toch spoedig af te werken. De kapel van architect Jean-Baptiste Bethune is een rechthoekig éénbeukig neogotisch gebouw. De kapel is een bakstenen gebouw van vijf traveeën met een driezijdige koorsluiting. De spitsboogdeur staat onder een driehoekige houten luifel. Het altaar uit 1861 werd gemaakt door Leopold Blanchaert; de volledige interieurbekleding werd door Bethune ontworpen. De glasramen werden gemaakt tussen 1856 en 1870 in het atelier van Bethune. De ramen vormen een uniek ensemble: drie koorramen (ontworpen in 1856: Maria verslaat de draak, Maria in de tempel, Annunciatie), twee grisailleglasramen (1863) met medaillons (voorstellingen van de maan, een toren, de ark des verbonds, een zon en een staartster), Heilige Joachim (1865), Heilige Anna met Maria (1865), Heilige Carolus (1867), Heilige Barbara (1867), Heilig Hart (1869), Heilig Hart van Maria (1870), Heilige Zacharias (1884), Heilige Isabella (1884).  Het zijn waarschijnlijk zijn oudst bewaarde glasramen. De drie koorramen  werden in 1996 gerestaureerd door Aletta Rombaut, de andere ramen werden gerestaureerd door Willy Van Alboom. In 1999 werden drie modern-abstracte glasramen toegevoegd van Jan Leenknegt. In 2023 werd het dak van de kapel vernieuwd. De Congregatiekapel wordt gebruikt voor muziekrepetities (zangkoor Crescendo, Stedelijke Academie voor Muziek Woord en Dans SAMWD ) en voor optredens van CC Zoetegem onder de noemer 'Club Kapel' (Douglas Firs, The Radar Station,...). In de kapel werd ook al het LOSS Kunstenfestival georganiseerd.

## Afbeeldingen

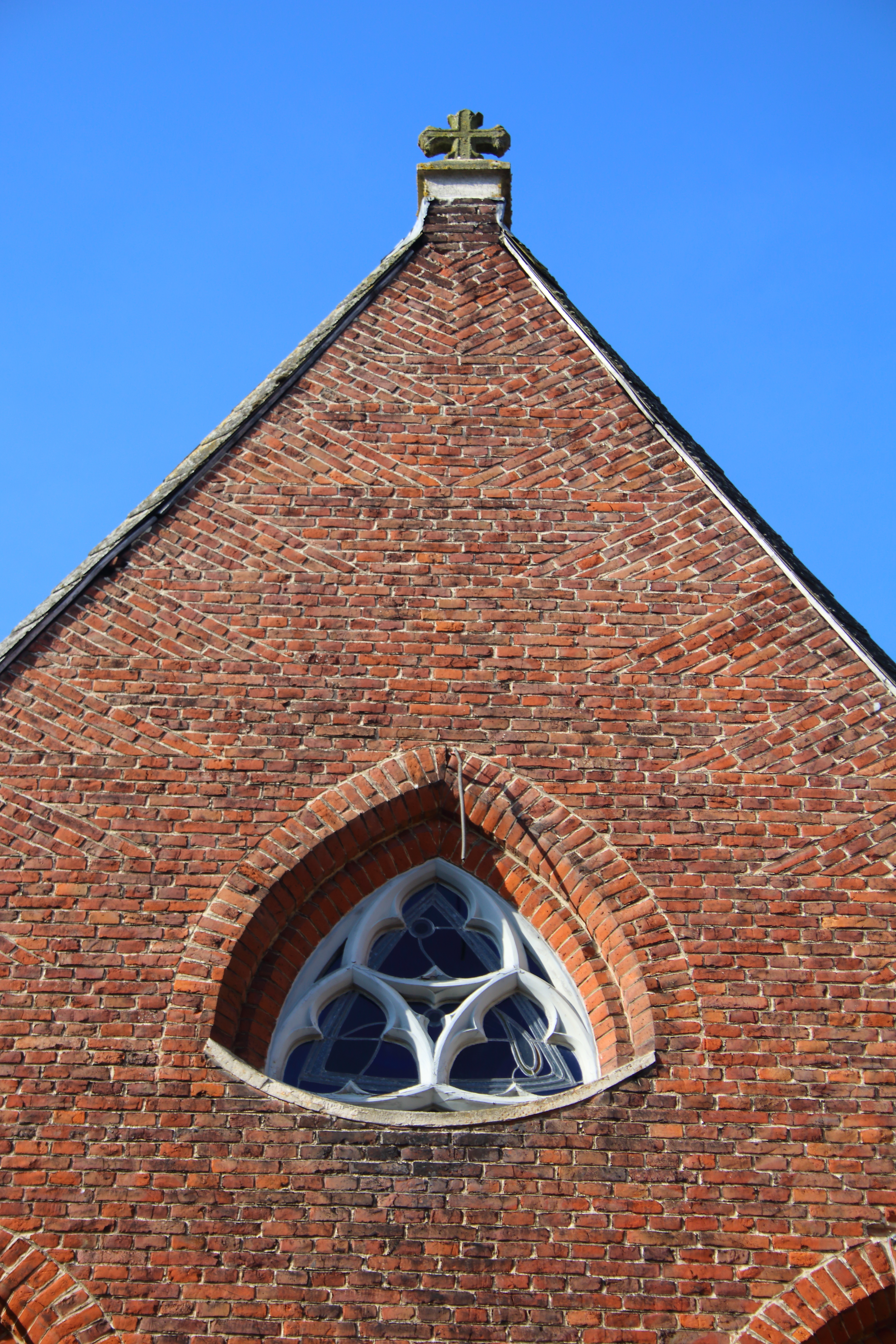
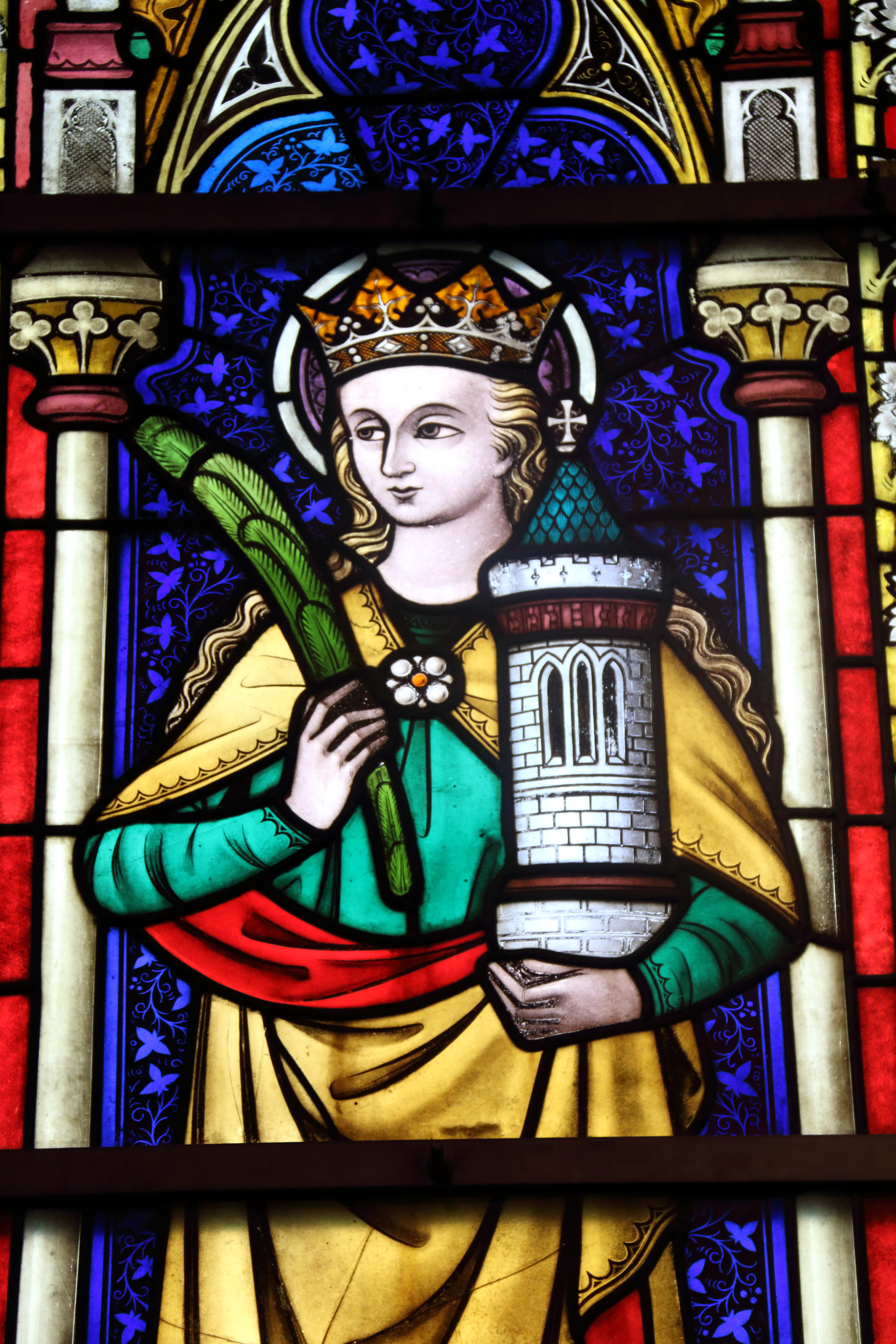
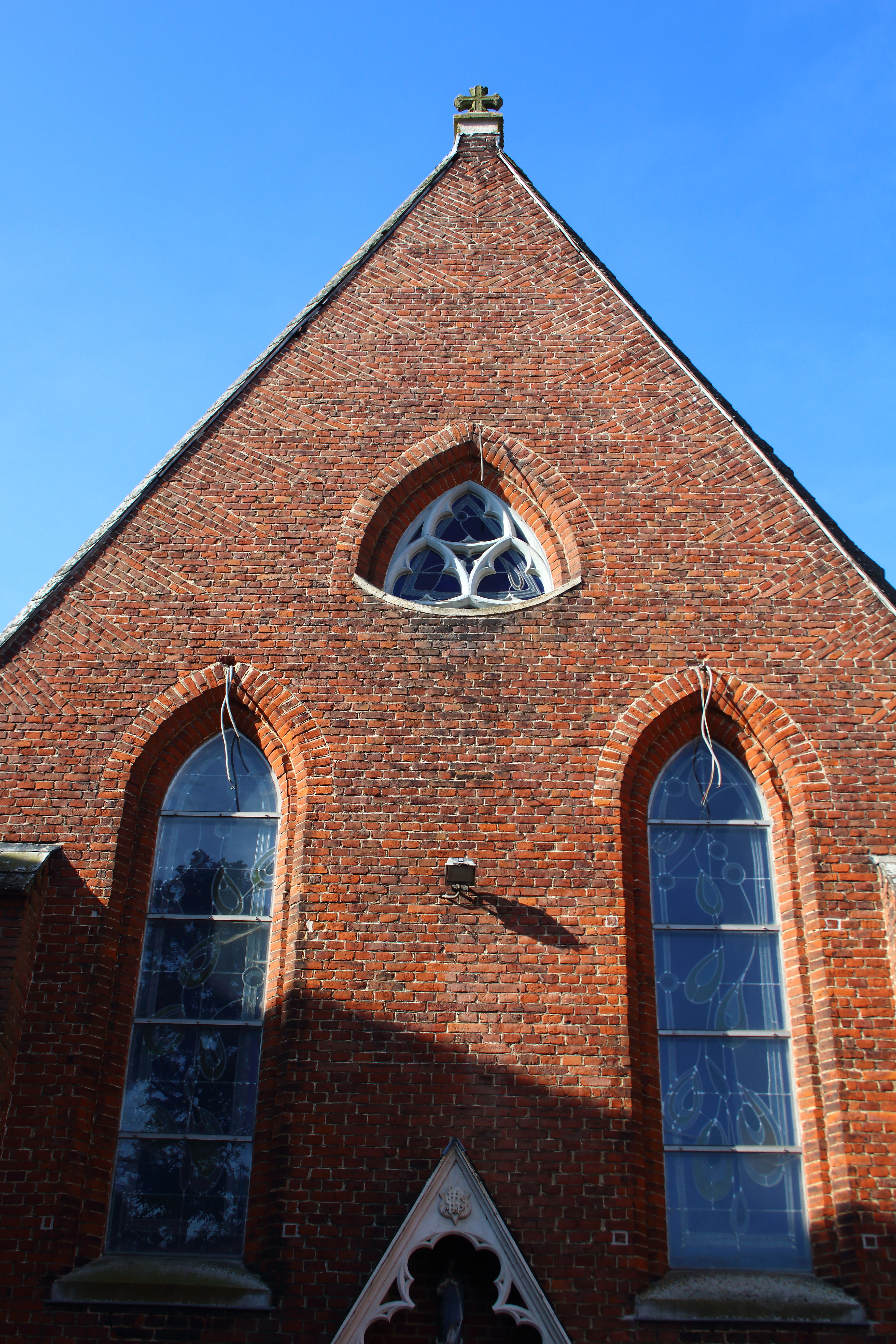
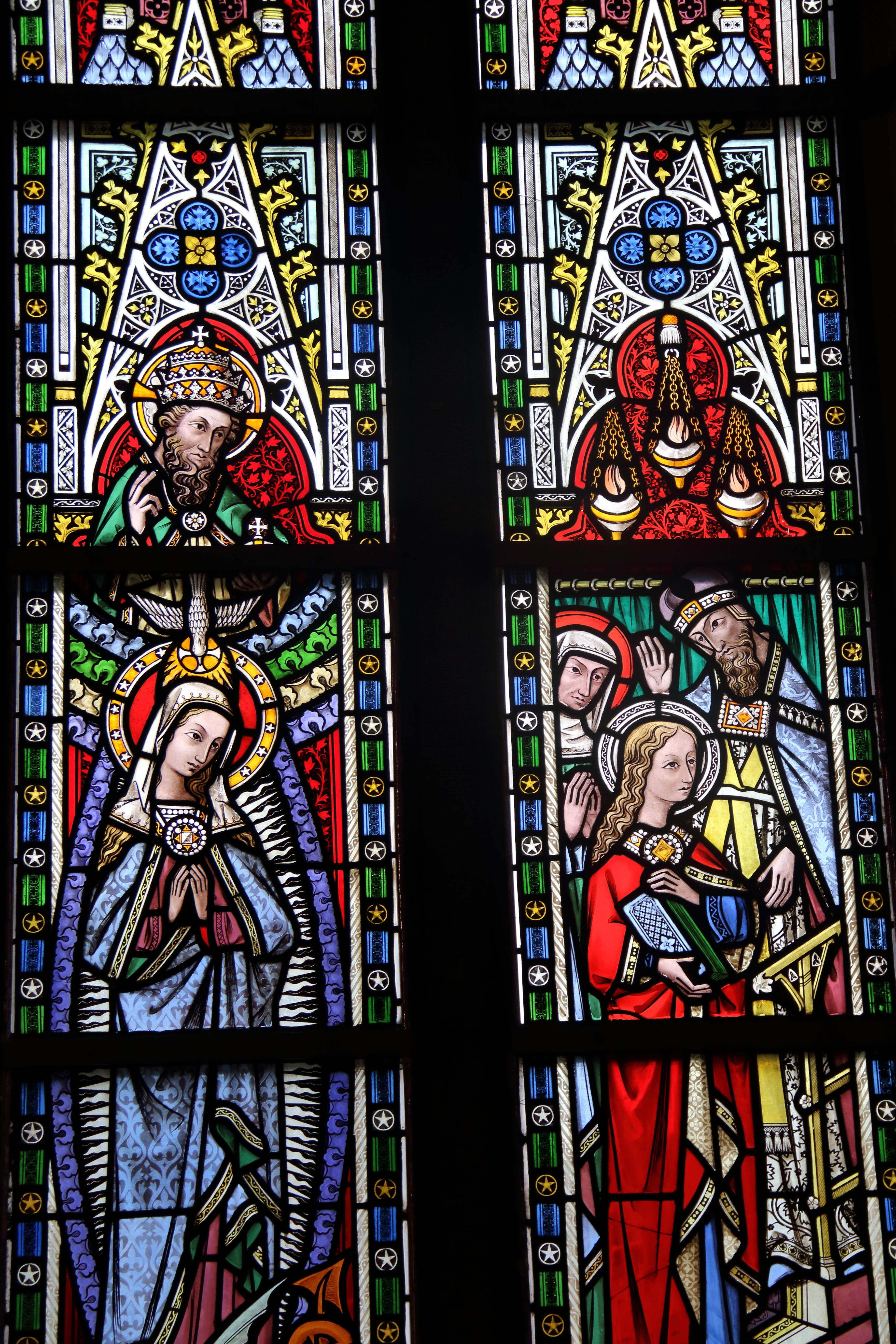
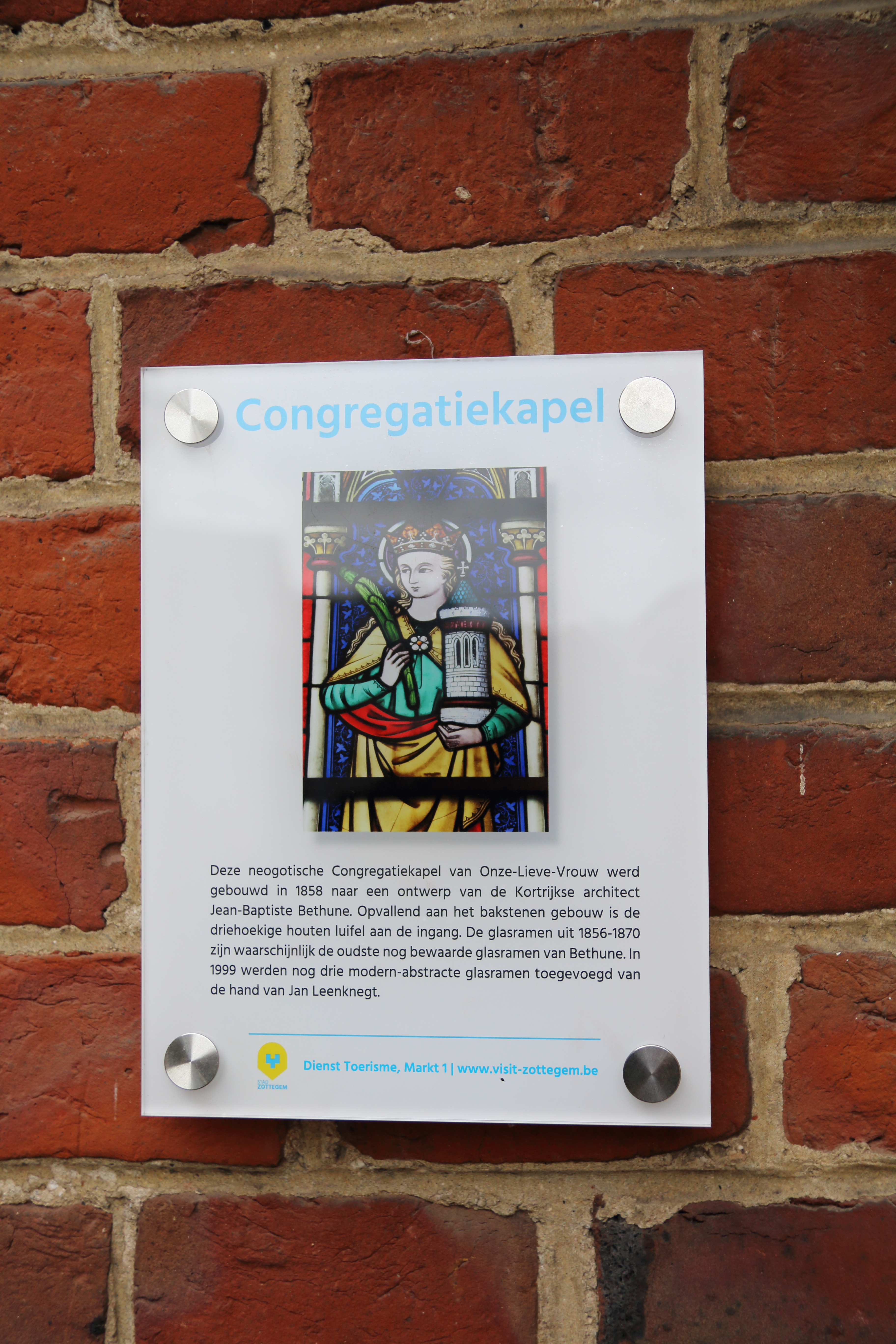